# تشيك موريسون
تشيك موريسون (بالإنجليزية: Chick Morrison)‏ هو ممثل أمريكي، ولد في 3 أبريل 1878 في موريسون في الولايات المتحدة، وتوفي في 20 يونيو 1924 في لوس أنجلوس في الولايات المتحدة.

## وصلات خارجية
- تشيك موريسون على موقع IMDb (الإنجليزية)
- تشيك موريسون على موقع قاعدة بيانات الفيلم (الإنجليزية)